# Southern Astrophysical Research Telescope
Il Southern Astrophysical Research (SOAR) è un telescopio di 4,1 metri di apertura operante nello spettro ottico e nel vicino infrarosso, situato sul Cerro Pachón, in Cile. Commissionato nel 2003, è gestito da un consorzio di istituti e paesi tra cui Cile, Brasile, l'università statale del Michigan, l'osservatorio di Cerro Tololo (come parte del National Optical Astronomy Observatory, NOAO) e l'università della Carolina del Nord a Chapel Hill.
Il telescopio utilizza la tecnologia di ottica attiva sullo specchio primario e secondario raggiungendo una qualità di immagine media di 0,7 secondi d'arco ad una lunghezza d'onda di 500 nm. Sono disponibili più strumenti utilizzabili in tempo reale, montati su fuoco Nasmyth o Cassegrain. La commutazione di uno strumento viene eseguita velocemente ruotando lo specchio terziario di 45°. Il puntamento di questo specchio è effettuato ad alta velocità per evitare distorsioni nelle immagini a causa delle vibrazioni della struttura del telescopio dovute al vento. La cupola del telescopio è alta circa 20 metri e pesa circa 70 tonnellate.

## Strumenti
Al 2014 il telescopio era dotato dei seguenti strumenti:
- UV-ottica visualizzatore di immagini a 16 milioni di pixel (SOI, CTIO)
- nel vicino infrarosso (1-2,4 micron): 1 milione di pixel HgCdTe
- UV-ottica a 16 milioni di pixel spettrografo e visualizzatore di immagini (spettrografo Goodman[2], UNC)
- vicino infrarosso (1-2,4 μm di lunghezza d'onda): 16 milioni di pixel HgCdTe imager (SPARTAN[3], MSU)
- Modulo di ottica adattiva (SAM, CTIO)